# Saison 3 d'Unité 9
Chronologie
Saison 2 Saison 4
Cet article présente les vingt-quatre épisodes de la troisième saison de la série télévisée québécoise Unité 9.

## Distribution

### Acteurs principaux

#### Détenues
- Guylaine Tremblay : Marie Lamontagne (24 épisodes)
- Ève Landry : Jeanne Biron (24 épisodes)
- Anne Casabonne : Annie Surprenant (23 épisodes)
- Ayisha Issa : Brittany "Bouba" Sizzla (23 épisodes)
- Myriam Côté : Avril Robertson (23 épisodes)
- Céline Bonnier : Suzanne Beauchemin (22 épisodes)
- Micheline Lanctôt : Élise Beaupré (21 épisodes)
- Catherine-Anne Toupin : Shandy Galarneau (21 épisodes)
- Danielle Proulx : Henriette Boulier (21 épisodes)
- Catherine Proulx-Lemay : Michèle Paquette (20 épisodes)
- Geneviève Schmidt : Jessica Poirier (18 épisodes)
- Simone-Élise Girard : Judith Carpentier (17 épisodes)

#### Personnel
- Mariloup Wolfe : Agathe Boisbriand (24 épisodes)
- Salomé Corbo : Caroline Laplante (24 épisodes)
- Luc Guérin : Steven Picard (23 épisodes)
- Debbie Lynch-White : Nancy Prévost (22 épisodes)
- François Papineau : Normand Despins (21 épisodes)
- Normand Daneau : Martin Lavallée (18 épisodes)
- Paul Doucet : Georges Sainte-Marie (17 épisodes)
- Mélanie Pilon : Mélissa Caron (14 épisodes)
- Patricia Larivière : Gwendoline Bachand (9 épisodes)
- Jean Marchand : Rolland Montmorency (8 épisodes)

#### Entourage de Marie Lamontagne
- Frédérique Dufort : Léa Petit (19 épisodes)
- Patrice L'Écuyer : Benoît Frigon (16 épisodes)
- Émilie Bibeau : Lucie Lamontagne (9 épisodes)
- Olivier Barrette : Sébastien Petit (5 épisodes)

### Invités

#### Détenues
- Sarah-Jeanne Labrosse : Laurence Belleau (1 épisode)

#### Personnel
- Mathieu Baron : Marco Choquette (12 épisodes)
- Danièle Lorain : Pauline Duquette (7 épisodes)
- Alexandre Landry : Patrice Gilbert (6 épisodes)
- Jonathan Michaud : Paul Crevier (2 épisodes)

#### Entourage
- Hubert Proulx : Serge Biron (5 épisodes)
- Simon Rousseau : Pierre-Paul (4 épisodes)
- Mylène Mackay : Me Pénélope Jalbert (2 épisodes)
- Amélie Grenier : Me Claude Marois (2 épisodes)
- Roger La Rue : Gérard Biron (2 épisodes)
- Charles-Alexandre Dubé : Jasmin Chartrand (2 épisodes)
- Micheline Bernard : Carmen Boisjolis (2 épisodes)
- Sarah-Anne Parent : Mathilde Leblond (2 épisodes)
- Daniel Gadouas : Bernard Paquette (1 épisode)
- Denise Tessier : Lyne Paquette (1 épisode)
- Danny Gilmore : Bertrand Pariseau (1 épisode)
- Nicola-Frank Vachon : Marco Biron (1 épisode)
- Rémi Goulet : Rémi Chartrand (1 épisode)

## Audiences
Cette saison a été regardée par 2 111 500 téléspectateurs en moyenne. La finale, soit le 24e épisode, diffusé le 31 mars 2015, a été l'épisode le plus regardé, avec 2 248 000 téléspectateurs. Le 9e épisode, diffusé le 11 novembre 2015, a été le moins écouté, avec 1 983 000 téléspectateurs.
| №  | Première diffusion | Cotes d'écoute  | Cotes d'écoute | Rang semaine |    | №               | Première diffusion | Cotes d'écoute | Cotes d'écoute | Rang semaine |
| -- | ------------------ | --------------- | -------------- | ------------ | -- | --------------- | ------------------ | -------------- | -------------- | ------------ |
| 1  | 16 septembre 2014  | en augmentation | 2 182 000      | 1er          | 13 | 13 janvier 2015 | en diminution      | 2 049 000      | 2e             |              |
| 2  | 23 septembre 2014  | en diminution   | 1 986 000      | 1er          | 14 | 20 janvier 2015 | en diminution      | 2 003 000      | 3e             |              |
| 3  | 30 septembre 2014  | en augmentation | 2 240 000      | 1er          | 15 | 27 janvier 2015 | en augmentation    | 2 040 000      | 2e             |              |
| 4  | 7 octobre 2014     | en diminution   | 2 122 000      | 1er          | 16 | 3 février 2015  | en augmentation    | 2 139 000      | 2e             |              |
| 5  | 14 octobre 2014    | en augmentation | 2 139 000      | 1er          | 17 | 10 février 2015 | en diminution      | 2 111 000      | 2e             |              |
| 6  | 21 octobre 2014    | en diminution   | 2 035 000      | 2e           | 18 | 17 février 2015 | en diminution      | 2 109 000      | 2e             |              |
| 7  | 28 octobre 2014    | en augmentation | 2 104 000      | 1er          | 19 | 24 février 2015 | en diminution      | 2 079 000      | 2e             |              |
| 8  | 4 novembre 2014    | en diminution   | 2 026 000      | 1er          | 20 | 3 mars 2015     | en augmentation    | 2 131 000      | 2e             |              |
| 9  | 11 novembre 2014   | en diminution   | 1 983 000      | 1er          | 21 | 10 mars 2015    | en diminution      | 2 108 000      | 3e             |              |
| 10 | 18 novembre 2014   | en augmentation | 2 111 000      | 1er          | 22 | 17 mars 2015    | en augmentation    | 2 119 000      | 2e             |              |
| 11 | 25 novembre 2014   | en augmentation | 2 204 000      | 1er          | 23 | 24 mars 2015    | en augmentation    | 2 220 000      | 2e             |              |
| 12 | 2 décembre 2014    | en diminution   | 2 188 000      | 1er          | 24 | 31 mars 2015    | en augmentation    | 2 248 000      | 2e             |              |